# Pacov
Pacov (německy Patzau) je město v okrese Pelhřimov v Kraji Vysočina, 17 km severozápadně od Pelhřimova, na západním okraji Českomoravské vysočiny. Žije zde přibližně 4 700 obyvatel. Jeho historické jádro je městskou památkovou zónou. Při jihovýchodním okraji města protéká Kejtovský potok, který je pravostranným přítokem řeky Trnavy.
Pacovem prochází 15. poledník východní délky, který je nultým poledníkem pásma středoevropského času. Od roku 2000 se v Pacově každoročně pořádá vícežánrový festival Pacovský poledník.

## Historie
Nejstarší písemné zmínky o Pacově pochází z počátku 14. století, hmotné doklady jsou však ještě mnohem starší. 15. a 16. století bylo obdobím prvního rozkvětu – Pacov totiž obdržel první městská privilegia. Právo volby purkmistra, užívání pečeti a znaku získalo město roku 1519. Roku 1597 byl Pacov povýšen na panské město. Po krátkém období vlády Jana staršího Černína z Chudenic přešlo město do majetku Zikmunda Jana Myslíka z Hyršova. Na základě jeho závěti se panství i město stalo majetkem církevního řádu bosých karmelitánů (řád byl zrušen za josefínských reforem).
Až v polovině 19. století došlo znovu k oživení hospodářského, kulturního a spolkového života. V tomto období má svůj základ také současná průmyslová výroba – strojírenství pro potravinářský průmysl (mědikovectví), stejně tak jako drobná kožená galanterie. Roku 1888 došlo k otevřené českomoravské transverzální dráhy. Tím Pacov získal rychlejší spojení se světem. Pravděpodobně na začátku 20. století vznikla první myšlenka založení mezinárodní motocyklové federace. Ta byla uskutečněna 22. prosince 1904 v Paříži na prvním kongresu FIM. O dva roky později se na Pacovském okruhu jely první mezinárodní závody.
Po roce 1918 docházelo po hospodářské stránce především k rozvoji truhlářství. K propagaci kvalitního pacovského nábytku sloužily i dobře organizované nábytkářské trhy. 20. a 30. léta 20. století jsou spojená se jménem nejznámějšího pacovského rodáka – tím je Antonín Sova. Návštěvy básníka byly pro město vždy výjimečnou kulturní událostí. Německá okupace a druhá světová válka znamenaly především ztráty na životech. Ve městě žilo poměrně hodně židovských obyvatel, většina z nich se však z Osvětimi, Terezína a dalších táborů nevrátila.
V poválečných letech došlo v Pacově k oživení jak podniků a živností, tak i kulturního a společenského života. Po roce 1948 přišla vlna znárodňování a načas ustala i spolková činnost. V 60. až 80. letech 20. století došlo k podstatnému rozšíření podniků s tradiční výrobou. Vznikaly i podniky nové. V této době byly také vystavěny nové školní budovy, sídliště a poliklinika s lékárnou.

### Pověsti
Místní občan Michal Čeřen se rozhodl vykonat pouť do Jeruzaléma. Prohlásil, že pokud se do roka nevrátí, má být za jeho peníze pořízen nový zvon pro místní kostel sv. archanděla Michaela a statek prodán ve prospěch chudiny. Dlouhá léta byl pryč, když náhle začal jeho zvon sám od sebe zvonit. Lidé viděli, že se z ciziny vrací starý Michal Čeřen. Dobelhal se ke svému domu, na jehož prahu vysílením zemřel a jeho zvon ustal ve zvonění.

### Motocykly
V roce 1906 byla v Pacově vybudována trať, na které se dodnes pořádají každoroční veterán rallye motocyklů pod názvem „Pacovský okruh“. Na nedalekém hradě Kámen lze navštívit expozici motocyklů od veteránů až po soudobé stroje.

## Části města
Pacov tvoří části obce Bedřichov (Friedrichshof), Jetřichovec (Jetrichowitz), Pacov (Patzau), Roučkovice (Rautschkowitz), Velká Rovná (Groß Rowna) a Zhoř (Shorsch) a sídelní jednotky Bedřichov, Hrádek u Pacova, Chroustky, Jetřichovec, K oboře, K Trucbabě, Na Propadě, Pacov-střed, Roučkovice, Trucbaba, U nádraží, V hnízdech, Velká Rovná a Zhoř.
- Pacov
- Bedřichov
- Jetřichovec
- Roučkovice
- Velká Rovná
- Zhoř

Od 1. července 1980 do 31. prosince 1991 k městu patřily i Těchobuz a Zhořec.

## Školství

### Mateřské školy
- Církevní mateřská škola Pacov
- Mateřská škola Pacov
- Mateřská škola se speciální třídou pro děti s vadami řeči

### Základní školy
- Základní škola Pacov

### Střední školy
- Gymnázium Pacov

## Významné podniky
- Společnost Bluetech s.r.o. - výrobce pásových dopravníků a technologií pásové dopravy
- Společnost KAMÍR a Co spol. s r. o. -  specializuje se na služby pro zemědělství, na montáže a servis dojící techniky
- Společnost Pacovské strojírny, a.s. - výrobce nerezových a měděných nádrží a technologických celků pro farmaceutický a chemický průmysl, energetiku, zemědělství, pivovary a minipivovary

## Pamětihodnosti

### Zámek

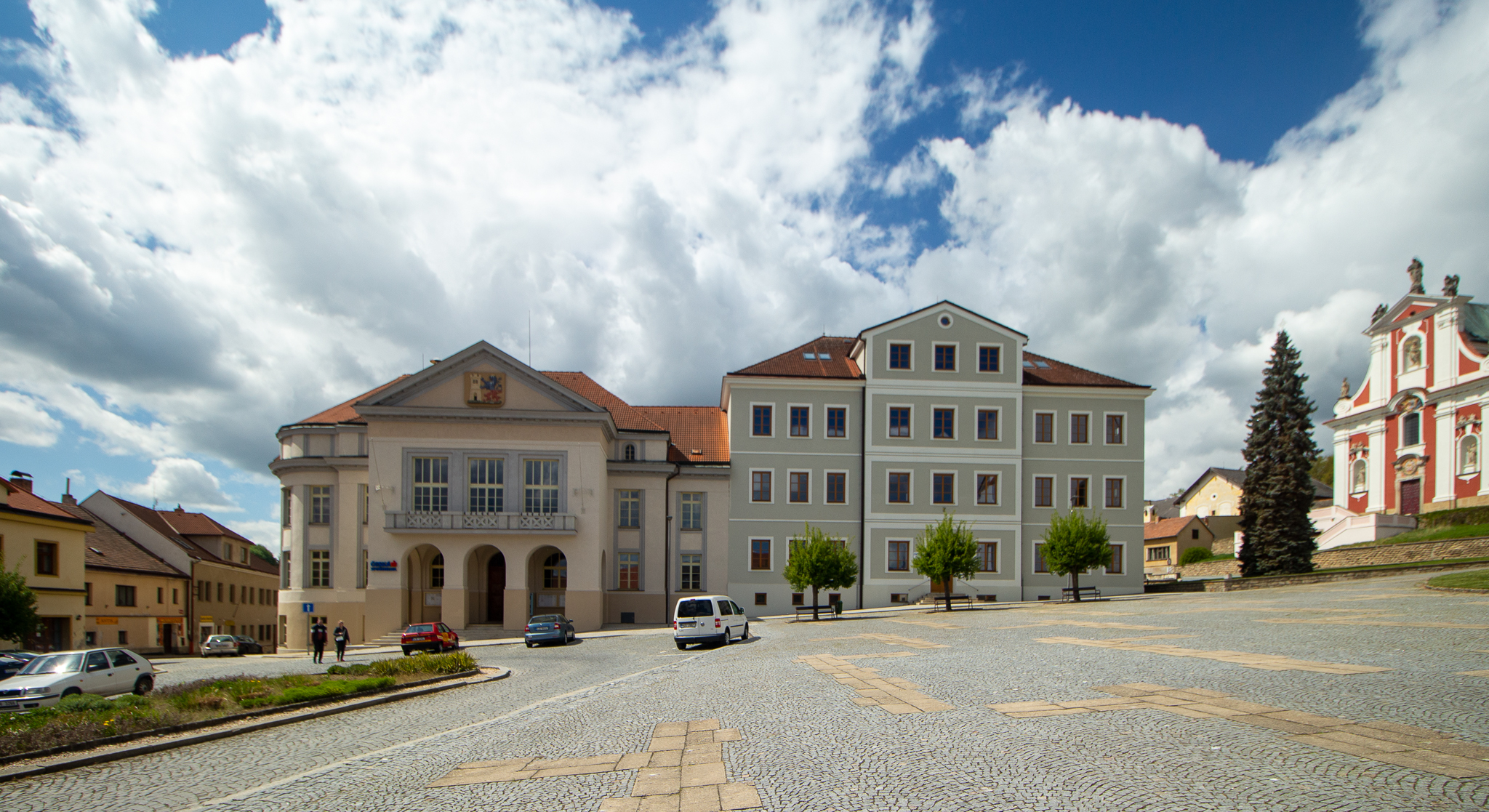
Pacov, Radnice na náměstí Svobody.

Původně hrad založený ve 13. století byl v 16. století přestavěn na rozlehlý opevněný zámek, který však až do 1. poloviny 18. století obsahoval četné části původního hradu.

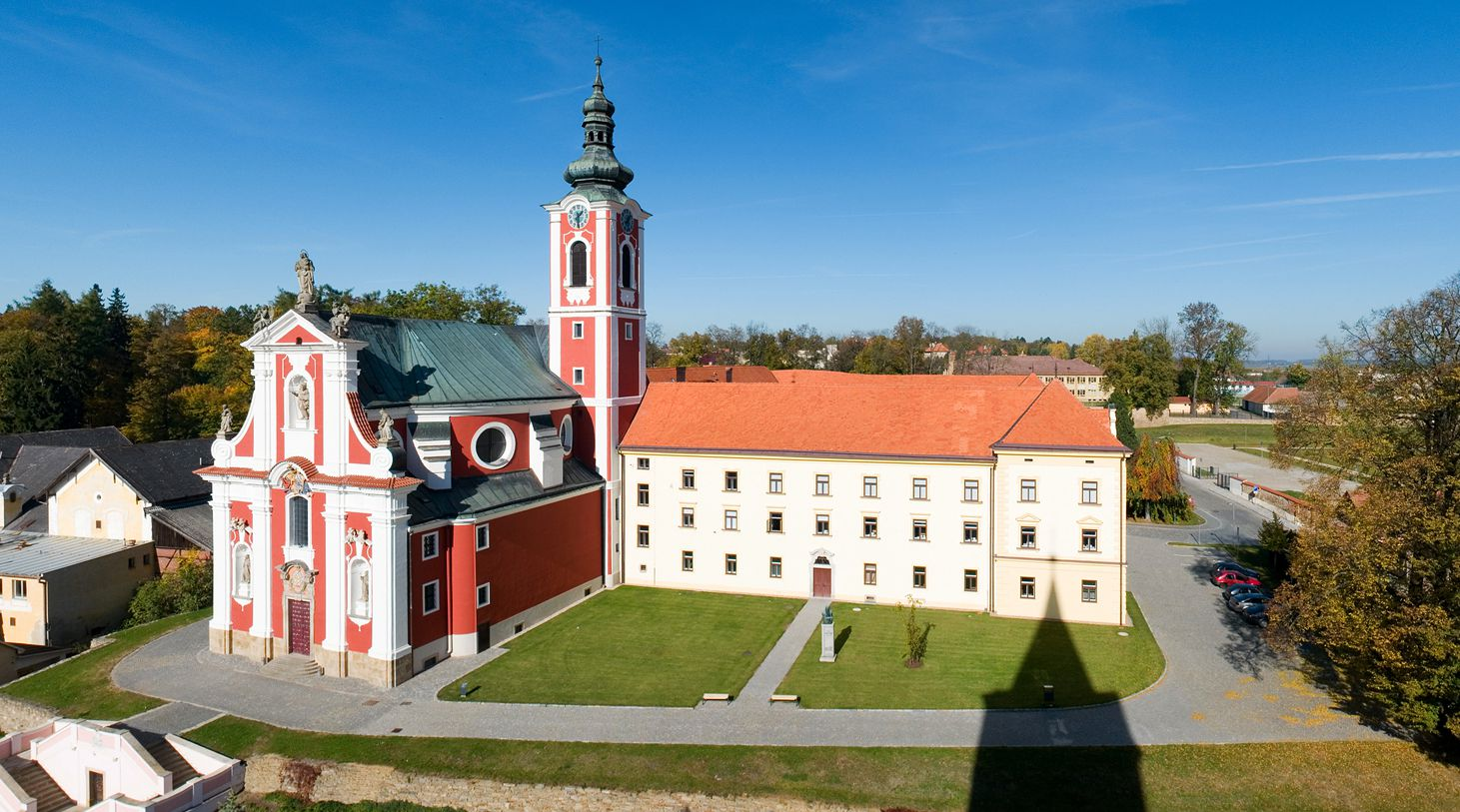
Zámecký, dříve klášterní, kostel sv. Václava v Pacově, filigránské dílo doby vrcholného baroka z poloviny 18. století

Mezi významné majitele patřil rod rytířů Španovských z Lisova a od 40. let 17. století Zikmund Jan baron Myslík z Hyršova – císařský generál-polní podmaršálek, komorník arcivévody Leopolda Viléma a válečný rada. Roku 1708 přišel do Pacova (dle jeho odkazu) z Prahy řád bosých karmelitánů. Ten po roce 1718 postupně změnil šlechtické sídlo v klášter s kostelem sv. Václava. Kilián Ignác Dientzenhofer, slavný architekt, navrhl roku 1739 plány na další stavební úpravy. Za vlády Josefa II. byl roku 1787 klášter zrušen a budova se znovu užívala jako šlechtický zámek. V 19. století bylo ubouráno vstupní křídlo, vnitřní nádvoří zaniklo a zámek se otevřel do města čestným dvorem.
Část zámku posléze sloužila i jako škola a byt pro učitele (v 60. letech 19. století). Tehdy se v rodině učitele Jana Sovy narodil dne 26. února 1868 básník Antonín Sova. Do května roku 1945 vlastnila pacovský zámek rodina Weissů z Tessbachu, poté zámek přešel pod státní správu. Roku 1947 ho obsadila vojenská posádka ČSR, která zdevastovaný objekt opustila roku 1992. Teprve roku 1997 byl zámek převeden do majetku města, jenž zámek vzorně obnovilo a opět jej zpřístupnilo veřejnosti.
V dnešní době zde sídlí Městský úřad Pacov, Městská knihovna, Městské muzeum Antonína Sovy a Turistické informační centrum.

### Děkanský chrám sv. Archanděla Michaela
Mezi dominanty Pacova patří také děkanský chrám sv. Archanděla Michaela, který se nachází na náměstí Svobody. Založen byl ve 13. století. Z původní stavby je zachována věž a půdorys. Do dnešní podoby byl přestavěn ve druhé polovině 15. století. Většina maleb v interiéru je ze 2. poloviny 16. století. Severní a západní empora v lodi stejně jako zbytky malby pochází z počátku 17. století. Mobiliář chrámu je z větší části barokní. V lodi je osazen raně gotický žulový náhrobek ze 13. století na památku zakladatele pacovského hradu – Hrona z Pacova. Ve zdi po obvodu kostela jsou vsazeny i další náhrobní desky. Věž byla do soudobé výšky dostavěna až v 70. letech 19. století. Vnější oprava byla dokončena v roce 1997.

### Městské muzeum Antonína Sovy
Městské muzeum Antonína Sovy bylo založeno jako historické muzeum v roce 1908 prof. Ferdinandem Pakostou. Ve 30. letech 20. století se muzejní sbírky rozšířily o literární pozůstalost básníka Antonína Sovy a později i o pozůstalosti dalších významných rodáků – malíře Jana Autengrubera, politika Jana Vojny a divadelníků Jiřího Frejky a Saši Machova.
Muzeum se nyní nachází v prostorách pacovského zámku. Návštěvníci mohou vidět stálou expozici, která zahrnuje galerii Jana Autengrubera, dějiny Pacova, síň básníka Antonína Sovy a motocyklový sport v Pacově. Pro milovníky umění muzeum připravuje i časté krátkodobé výstavy.

### Synagoga
Pacovská synagoga byla postavena na počátku 19. století v klasicistním slohu s pseudorománskými prvky. Stojí uvnitř domovního bloku mezi Hronovou ulicí a náměstím Svobody. Budova je nyní ve vlastnictví neziskové organizace Tikkun Pacov, z. s., která usiluje o její zrenovování a dlouhodobé využívání k osvětovým a kulturním účelům. Veřejnosti je přístupná v rámci občasných akcí pořádaných spolkem.

### Židovský hřbitov
Židovský hřbitov v Pacově byl založen roku 1680. Nejstarší zachovalé náhrobky pocházejí z 18. století. Nachází se v Myslíkově ulici, na okraji města u silnice vedoucí do Hořepníka. Hřbitov je součástí městské památkové zóny Pacov.

### Kaple sv. Anny
Kaple sv. Anny byla postavena v barokním stylu v letech 1701–1703. Postavena byla kvůli údajně zázračnému pramenu vody. Přestavěna byla ve druhé polovině 18. století do podoby, v jaké je dnes. Zevní osmiboký kruhový půdorys kaple pochází z poloviny 18. století. Kopule je vymalovaná malbou znázorňující pohled na Pacov počátkem 18. století. Uvnitř se nachází rokokový oltář z 18. století.

### Hřbitovní kostel sv. Barbory
Původně hřbitovní osmiboký kostelík, který byl přestavěný a podstatně rozšířený hraběnkou Johanou Eusebií Barborou ze Žďáru v letech 1681–1682. Hlavní oltář je stylem barokní s obrazem sv. Barbory, jako ochranitelkou ve smrtelném nebezpečí a jmenovkyní patronky. K původnímu vybavení patří kazatelna, varhany pravděpodobně z poloviny 18. století.

### Park Antonína Sovy
Park Antonína Sovy se nachází u silnice z Pacova směrem na Lukavec. Roku 1934 byl v parku vztyčen kamenný pomník. V něm je uložena urna s básníkovým popelem. Nápis na desce zní „Kruh se uzavírá“.

### Hřbitov německých vojenských zajatců z války 1939–1945
284 německých vojáků zemřelých v zajateckém táboře u Pacova po druhé světové válce odpočívá na zřízeném pietním místě – vojenském hřbitově. Hřbitov se nachází u silnice za Pacovem směrem na Eš.

## Osobnosti
- Pavel Krupský, zvaný Pacovský (Paulus Cruppius, †1667 Žitava), exulant. Crupiova knihovna se nachází v Žitavě.[9]
- Jan Autengruber (1887–1920), malíř
- Bohuslav Čermák (1846–1899), básník, knihovník, literární historik
- Josef Hamerník (1810–1887), lékař
- Magda Lokvencová-Husáková (1916–1966), herečka a režisérka, první manželka Gustáva Husáka
- Saša Machov (1903–1951), tanečník, choreograf a režisér, narodil se ve Zhoři
- Zikmund Jan Myslík z Hyršova (1606–1666), císařský vojevůdce, je zde pochován
- Alois Rzach (1850–1935), klasický filolog, germanista, rektor Univerzity Karlovy
- Antonín Sova (1864–1928), básník
- František Šohaj (1816–1878), klasický filolog
- Jan Vojna (1874–1955), politik, narodil se v Jetřichovci
- Jan Vondráček (1882–1953), pedagog, spisovatel, filolog, historik, folklorista, překladatel

## Doprava
Město leží na železniční trati Tábor – Horní Cerekev, která je v jízdním řádu pro cestující označená číslem 224, a má přímé železniční spojení s Táborem, Pelhřimovem a Jihlavou.
Cca 8 km jižně od Pacova vede silnice I/19. V Pacově se křižuje silnice II/128, která vede z Nové Bystřice, se silnicí II/124, která vede z Hostišova, kde má napojení na D3, a se silnicí II/129, která propojuje města Pacov a Humpolec a která je hlavní spojovací komunikace (ve směru do Tábora) se silnicí I/19.

## Partnerská města
- Arni, Švýcarsko

## Galerie

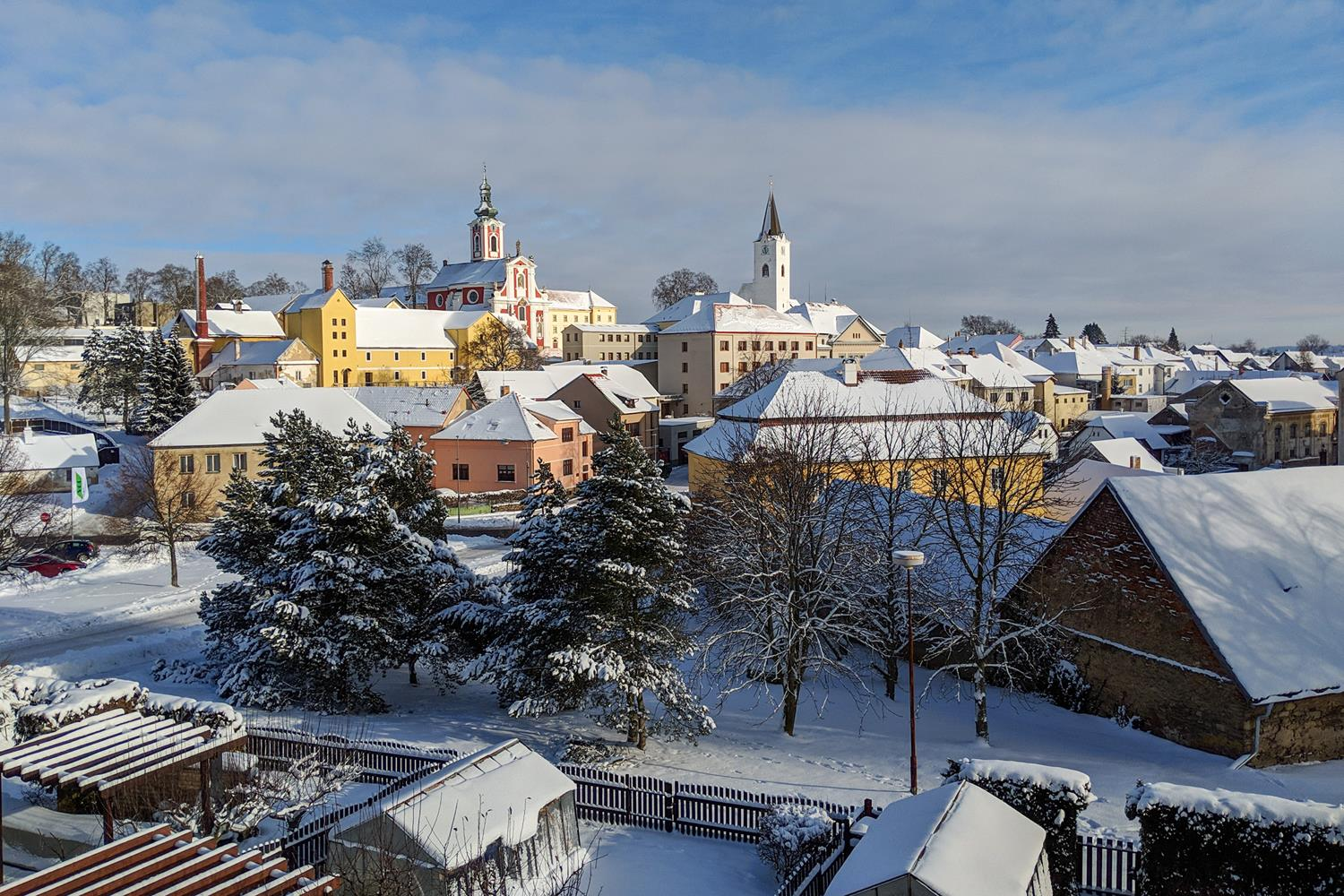
Zimní Pacov
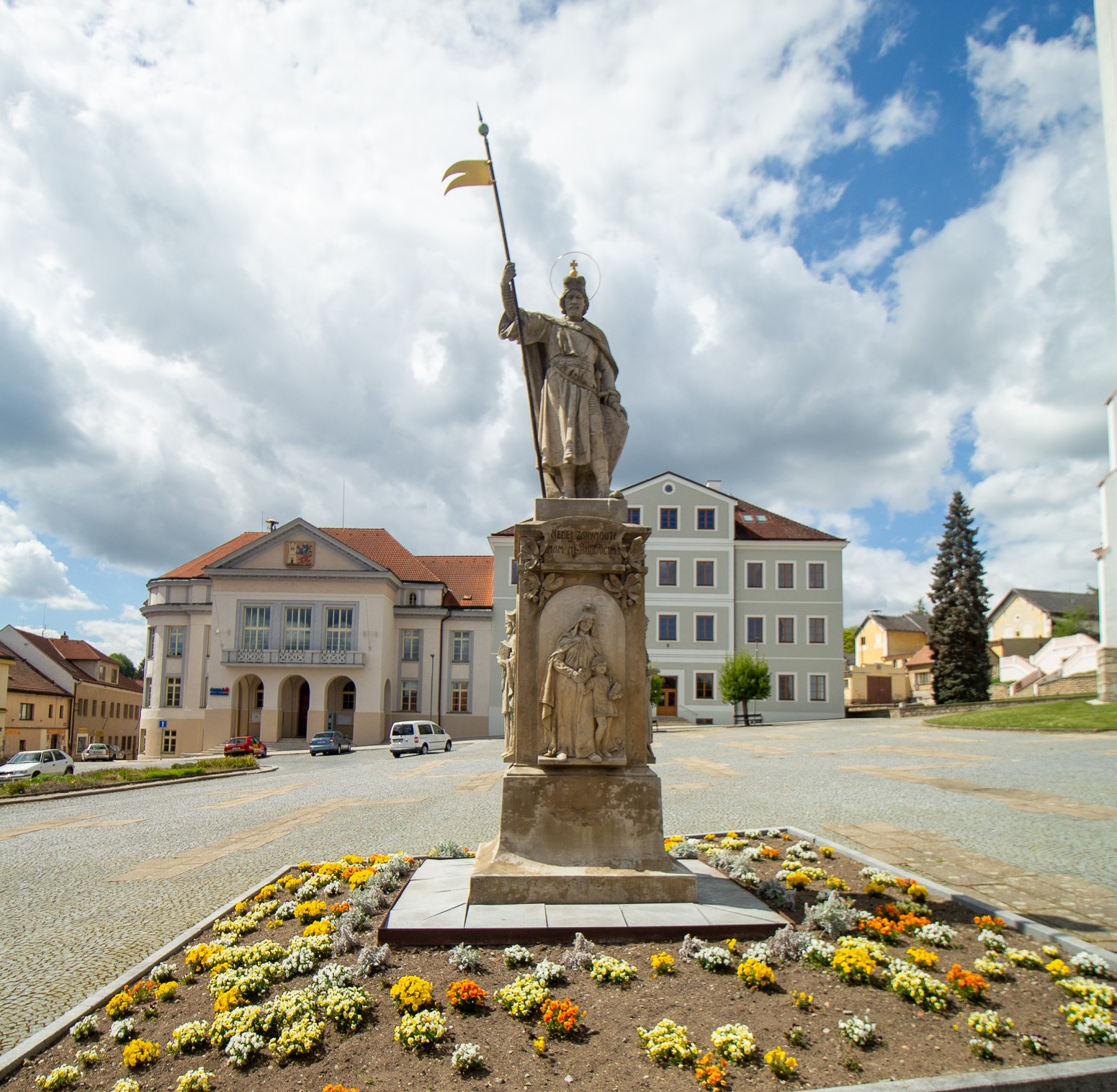
Socha sv. Václava na náměstí Svobody
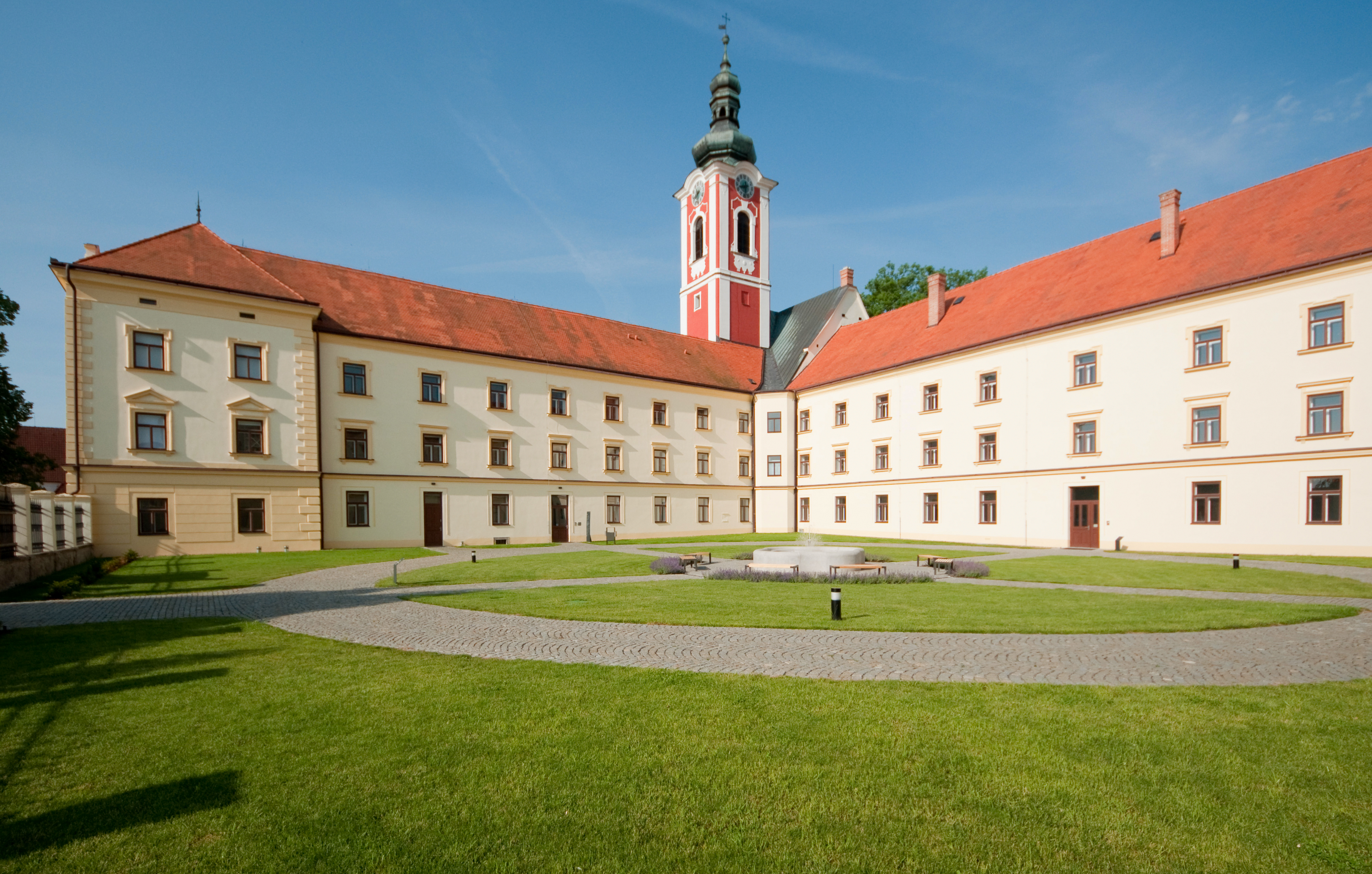
Zámecké nádvoří
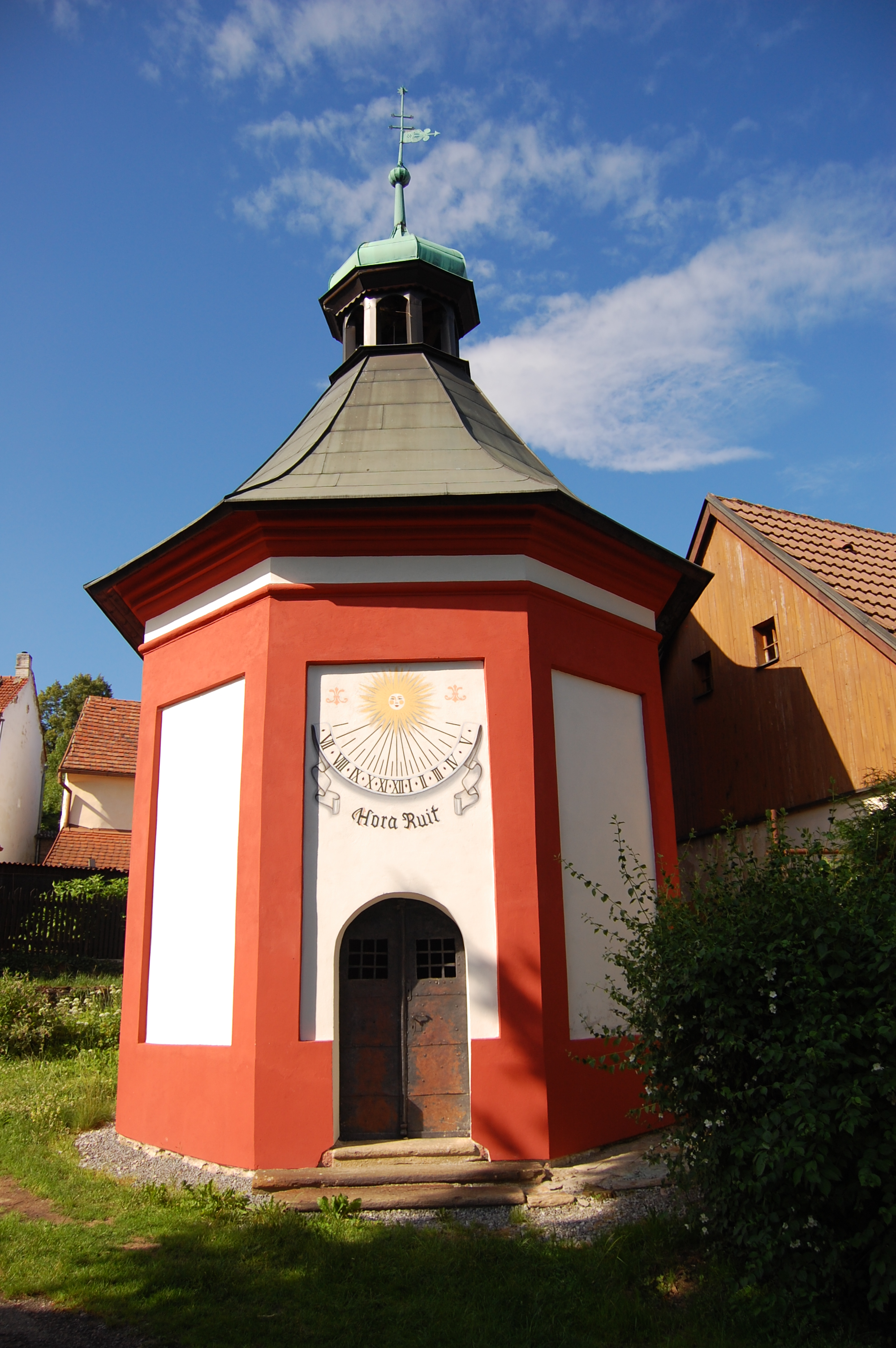
Kaple sv. Anny
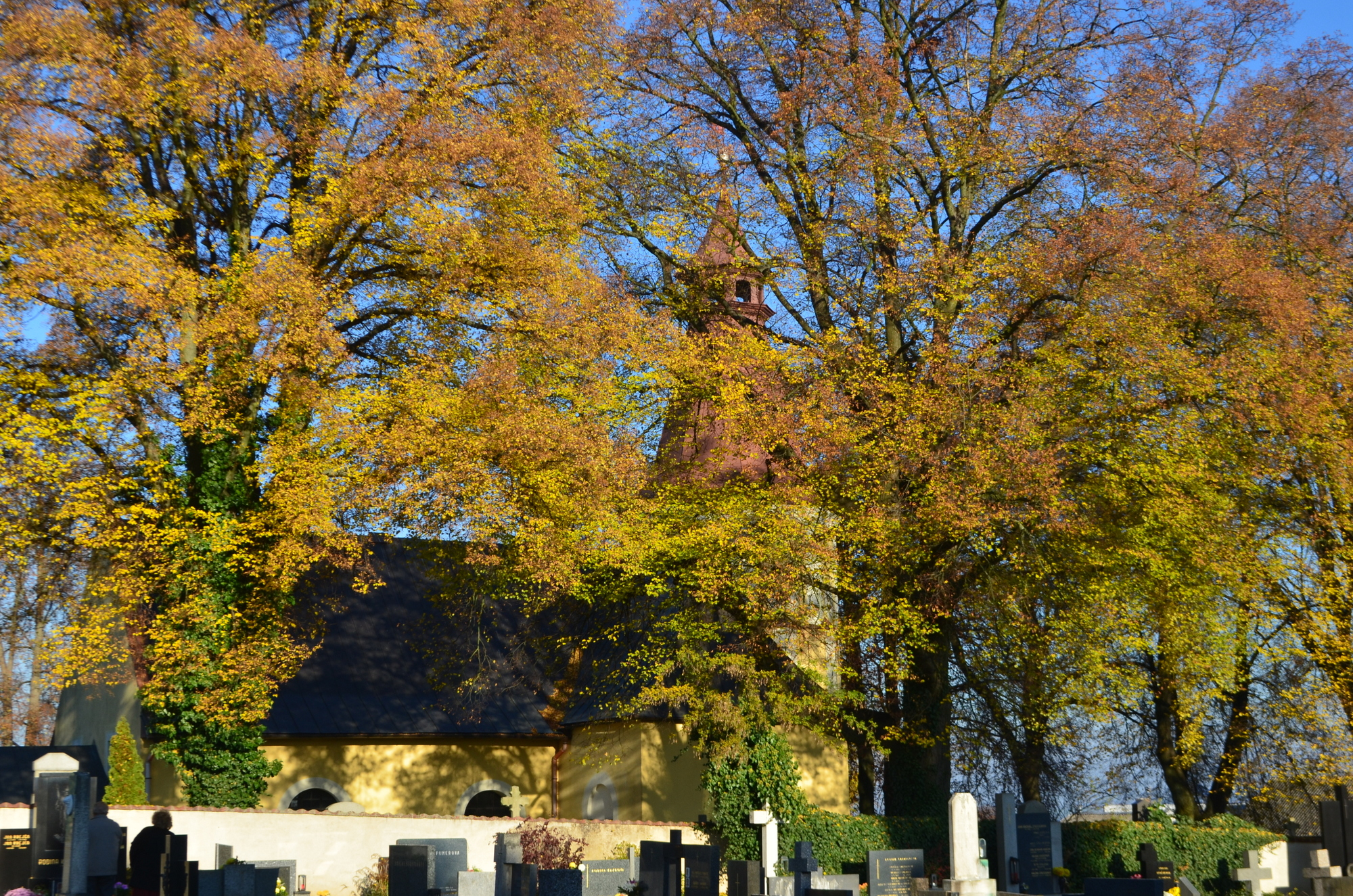
Kaple sv. Barbory na hřbitově
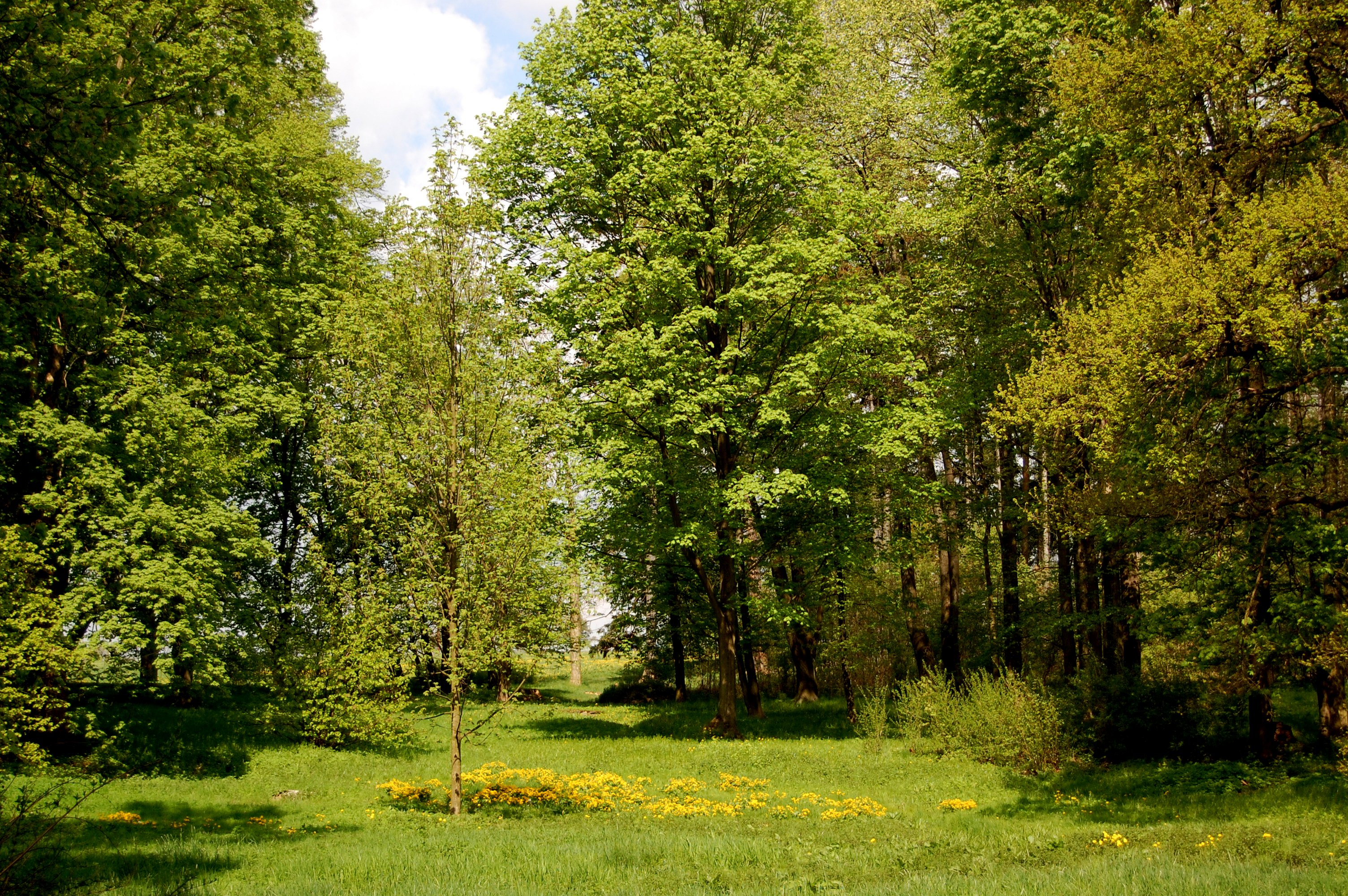
Park Antonína Sovy
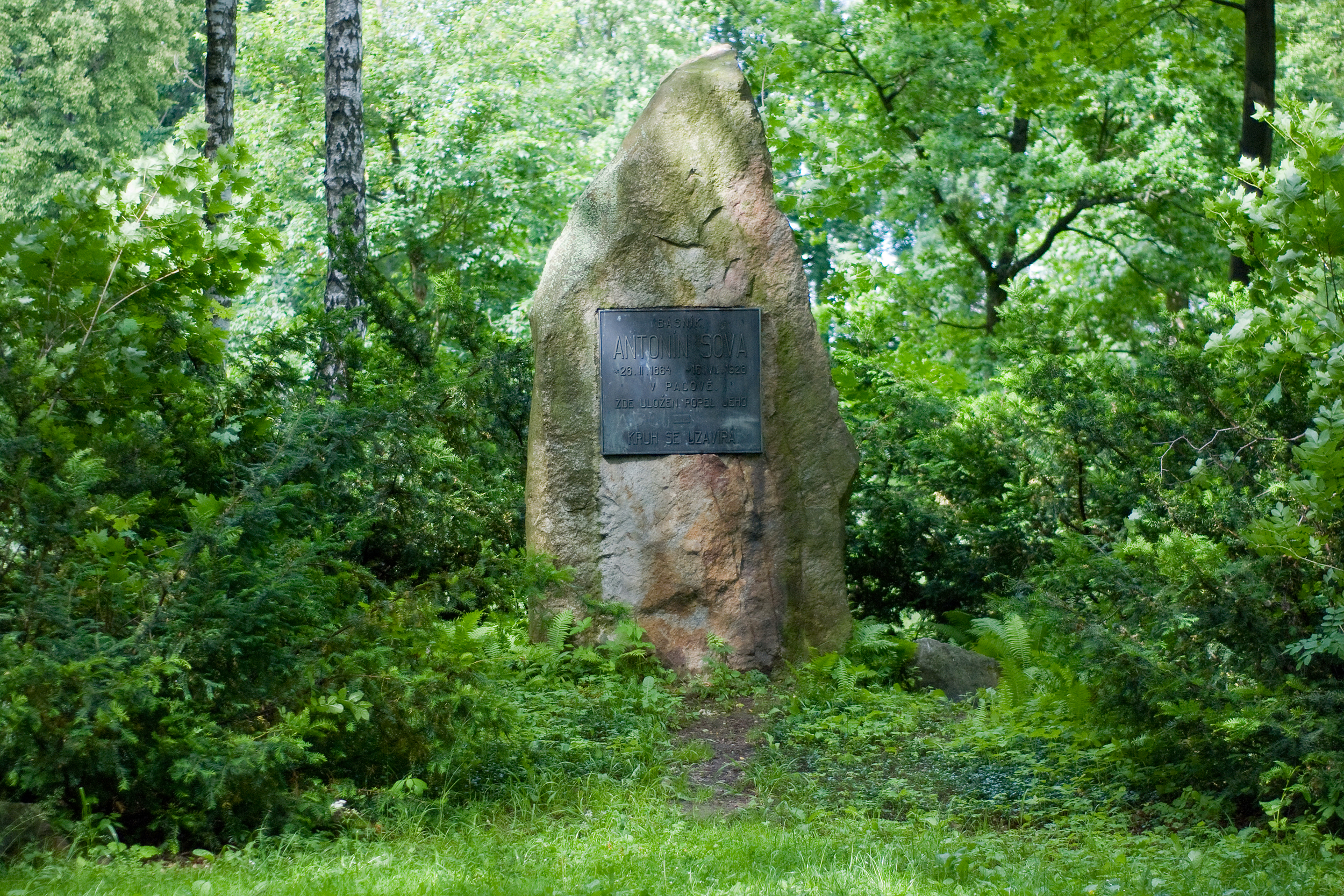
Pomník s urnou Antonína Sovy
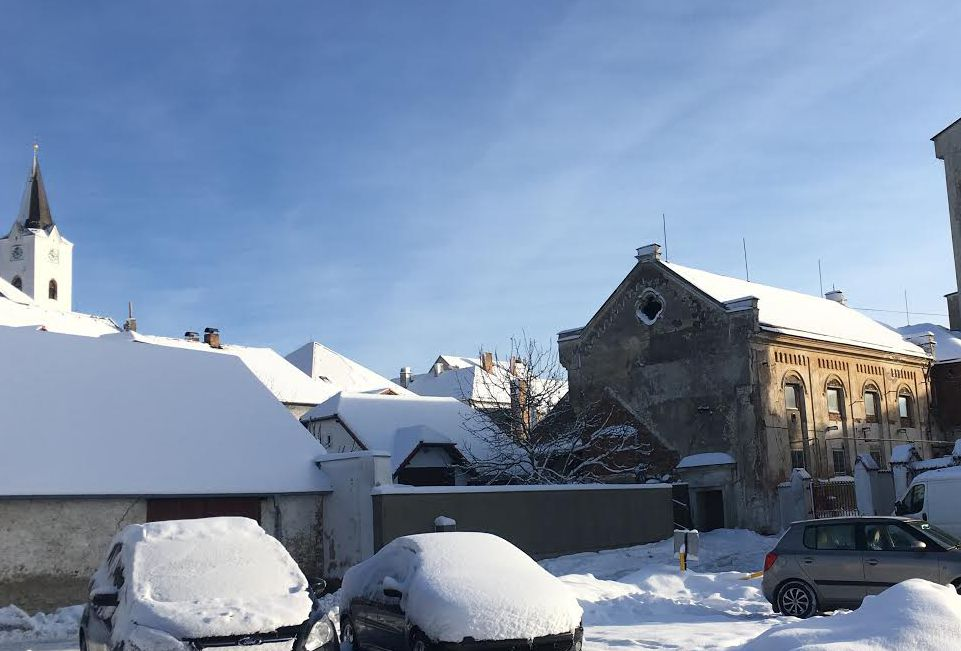
Synagoga
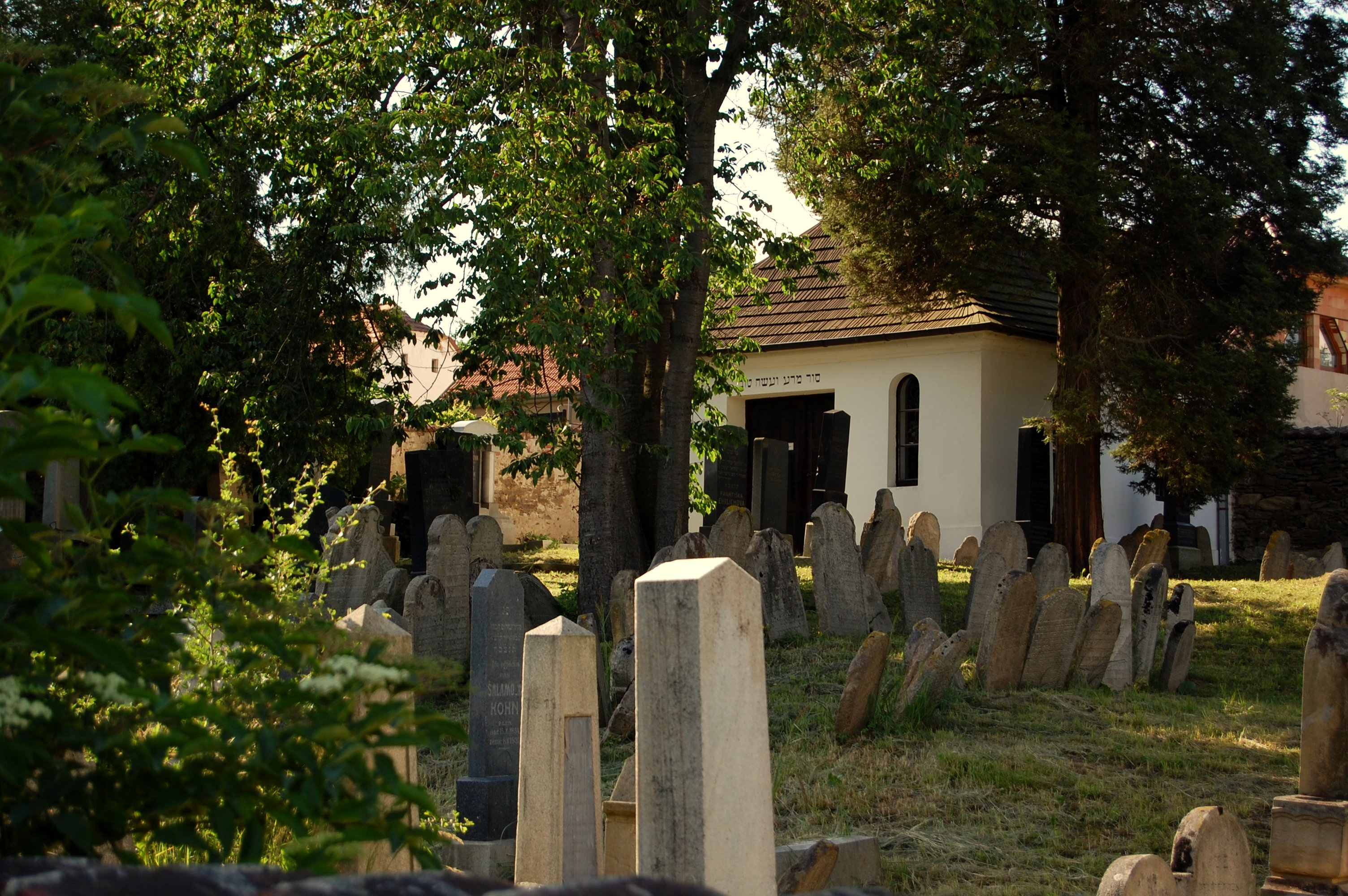
Židovský hřbitov
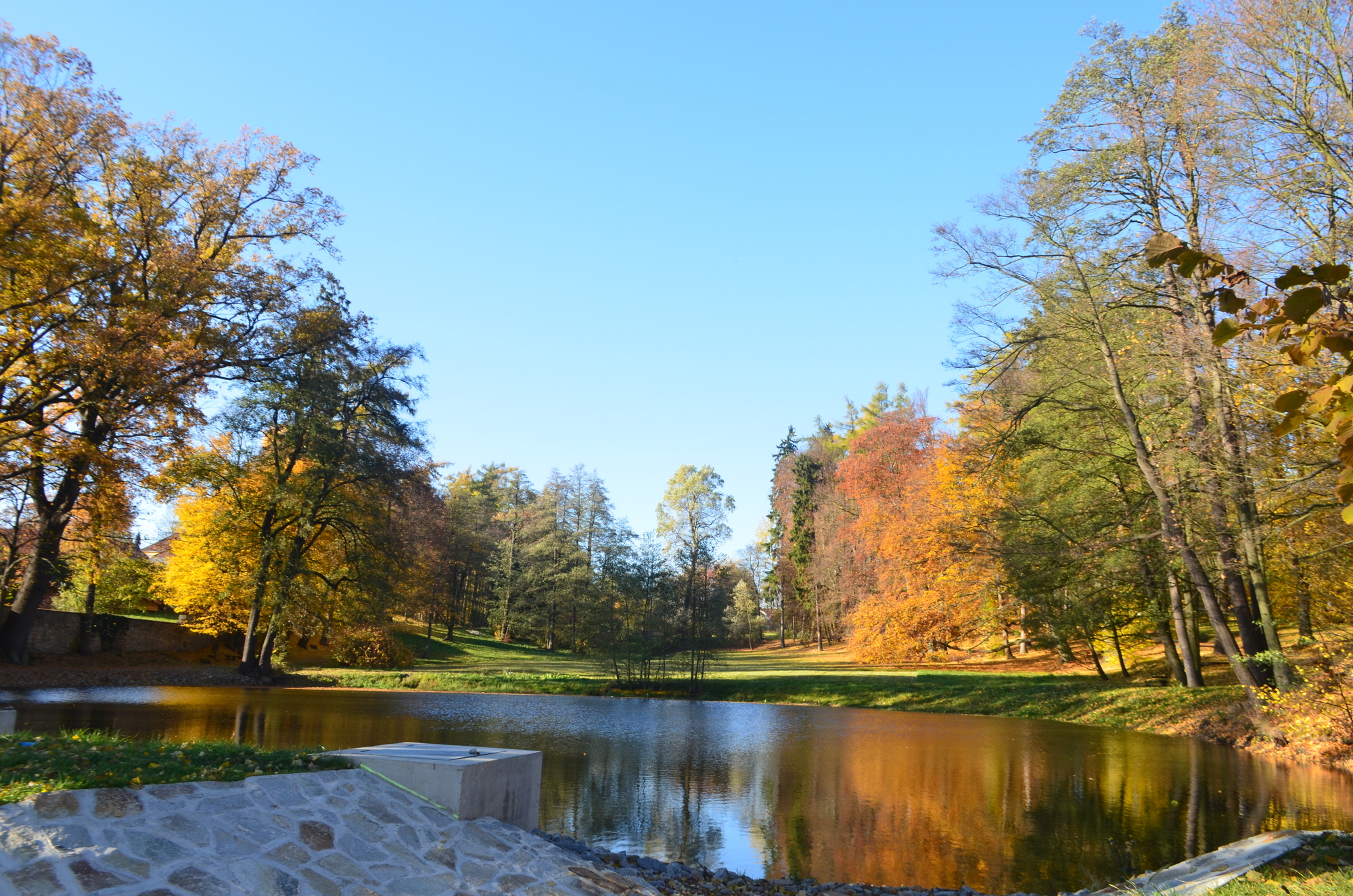
Židovský rybník v zámeckém parku
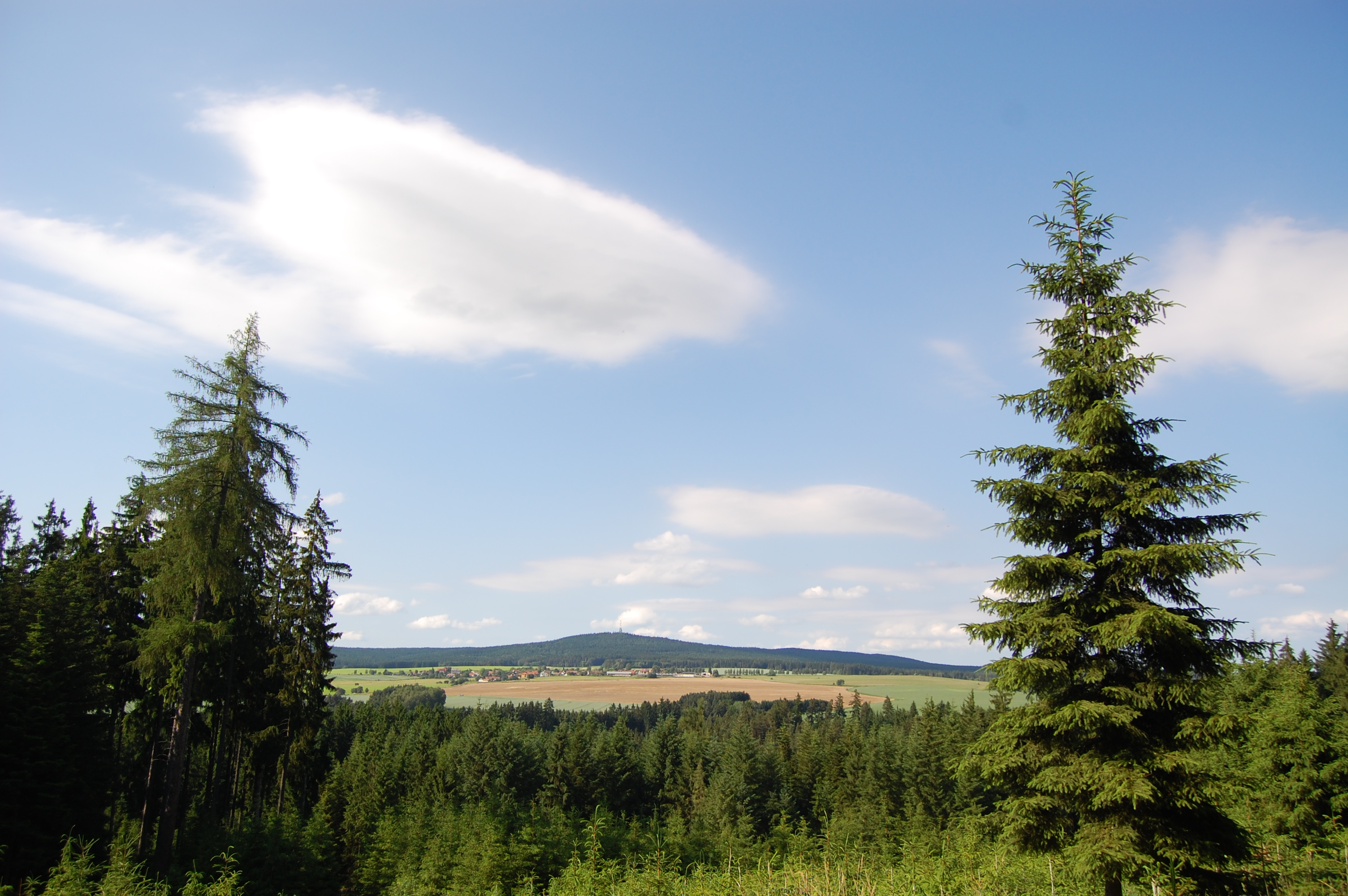
Stražiště